# Gasthaus Parzefall

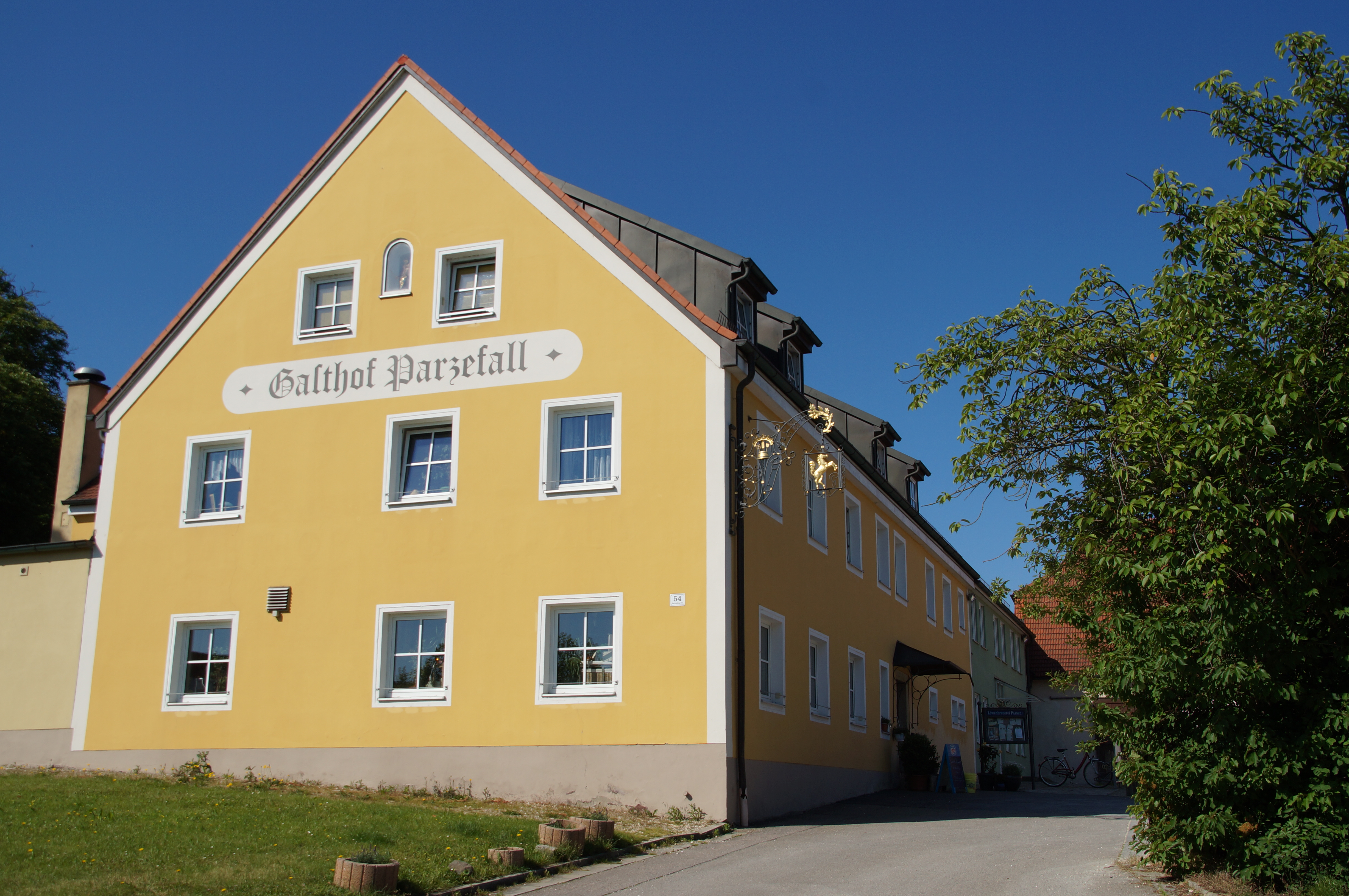
Gasthaus Parzefall

Das Gasthaus Parzefall ist ein denkmalgeschütztes Gasthaus in der Obertraublinger Straße 54 im Stadtteil Burgweinting der Stadt Regensburg, (Bayern).
Das Gasthaus, ursprünglich ein Oberpfälzer Dreikanthof, ist ein zweigeschossiger und giebelständiger Satteldachbau mit Hofgalerie und Türrahmung in Sandstein aus dem Ende des 18. Jahrhunderts. Der Stadel ist ein eingeschossiger und traufständiger Halbwalmdachbau aus dem 18. Jahrhundert. Die Geschichte des Wirtshauses lässt sich bis ins 15. Jahrhundert nachweisen. Bis zur Säkularisation war das Haus in kirchlichen Besitz. Nach kurzer Zeit im Besitz der bayerischen Verwaltung ging das Haus Anfang des 19. Jahrhunderts in Privatbesitz über. 1911 erwarb Michael Parzefall das Gasthaus, welches damals Bergmüllersche Gastwirtschaft hieß, und gab dem Gasthaus seinen heutigen Namen. In den 1960er Jahren wurde die Landwirtschaft aufgegeben. 1998 wurde das alte Stallgebäude durch einen Neubau ersetzt.

Koordinaten: 48° 59′ 16,4″ N, 12° 8′ 28″ O